# Aurus Senat
O Aurus Senat (em russo:  Aypyc Сенат) é um carro de luxo da montadora russa Aurus Motors e desenvolvido pela NAMI em Moscou, Rússia. É o carro estatal presidencial da Rússia. O Aurus Senat tem um estilo retrô inspirado na antiga limusine ZIS-110 da década de 1940.
O Aurus Senat faz parte da série Kortezh, que posteriormente incluiu a minivan Arsenal e o SUV Komendant. O Senat foi exibido publicamente pela primeira vez no Salão Internacional do Automóvel de Moscou em setembro de 2018.

## História
Esperava-se que os carros da série Kortezh (também conhecido em russo:  Единая модульная платформа, ЕМП, lit. 'Plataforma Modular Unificada') estivessem disponíveis para exportação para o Oriente Médio e China no final de 2018. Uma versão civil do Senat é fabricada por uma joint venture entre as empresas NAMI e LiAZ. Os preços de varejo esperados aumentaram em 2018 para 10 milhões de rublos, mas em 2021, ainda antes das primeiras entregas, ultrapassaram 20 milhões de rublos.
Em 20 de fevereiro de 2024, foi relatado que Kim Jong-un recebeu um Senat como presente do presidente Vladimir Putin. Em meados de março de 2024, a televisão norte-coreana divulgou imagens que pareciam mostrar Kim Jong-un usando o carro para participar de um evento militar.

## Design
O desenvolvimento do Senat começou em 2013 com a produção, nas versões civil S600 ou oficial L700, começando em 2021 na fábrica Sollers JSC em Elabuga.
A Porsche e a Bosch Engineering estiveram envolvidas no desenvolvimento do motor.

## Versões
A versão limusine blindada é movida por um motor V8 de 4,4 litros desenvolvido pela NAMI, com um V12 de 6,6 litros (634 kW [850 cv]) sendo disponível posteriormente.

## Galeria

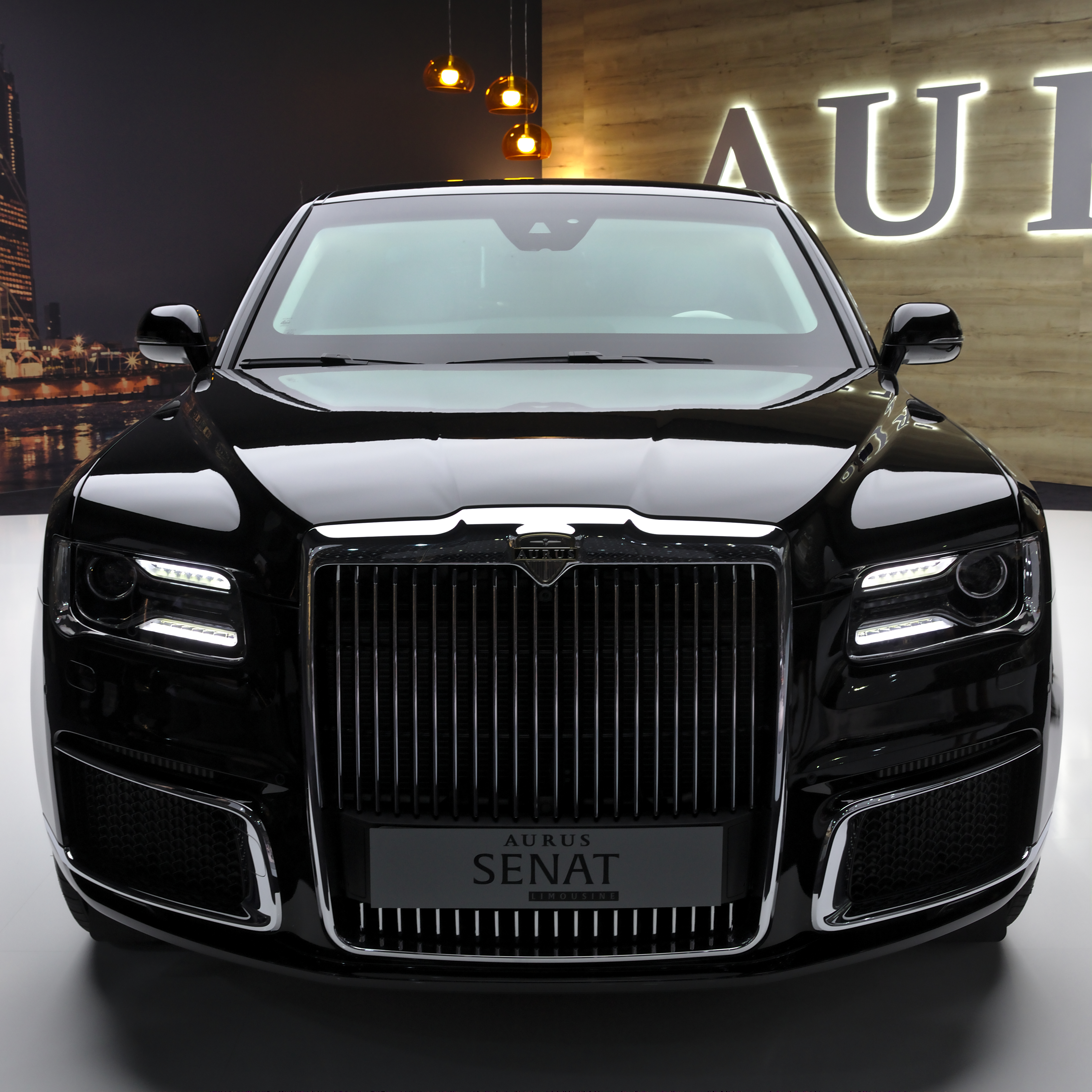
Vista frontal
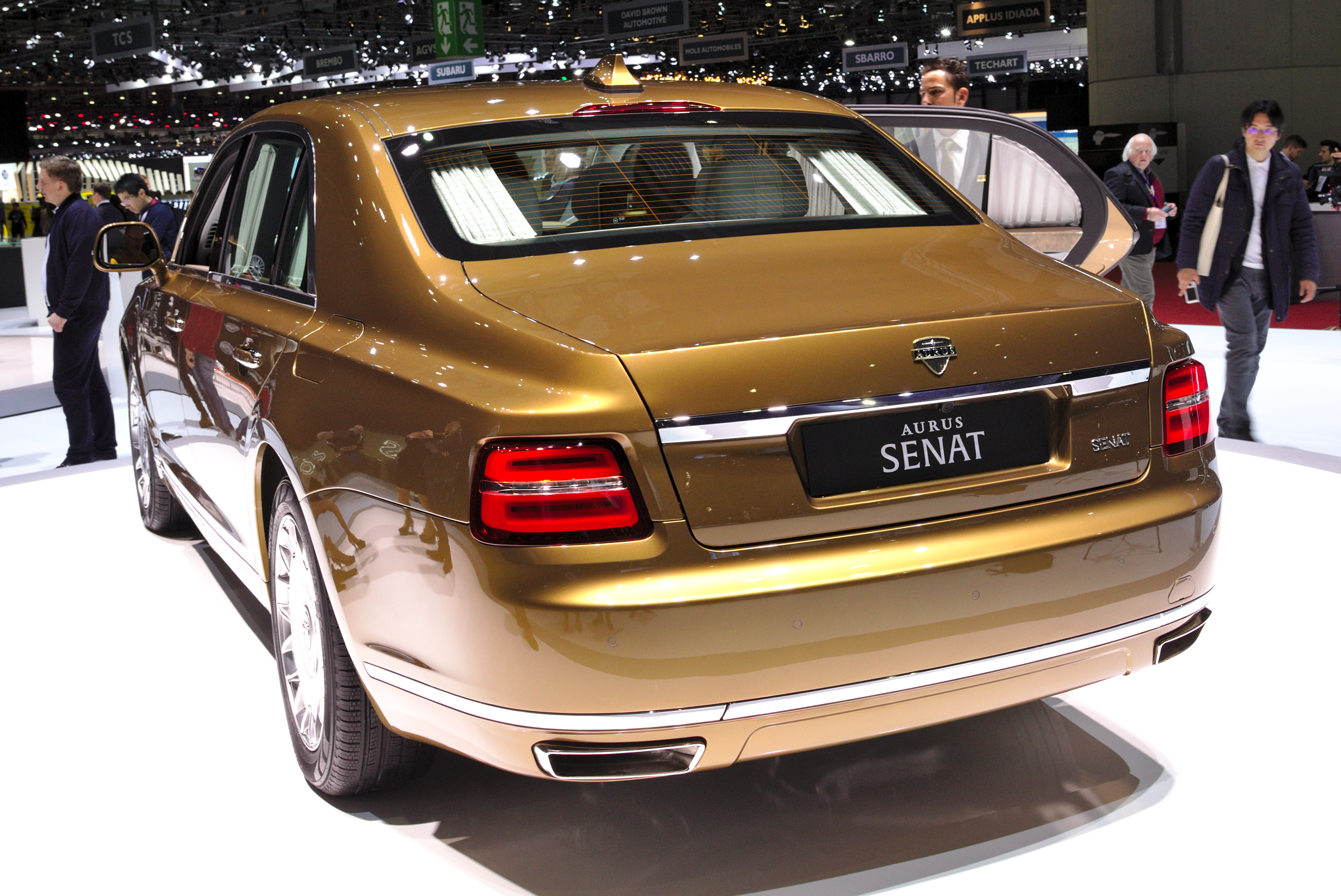
Vista traseira
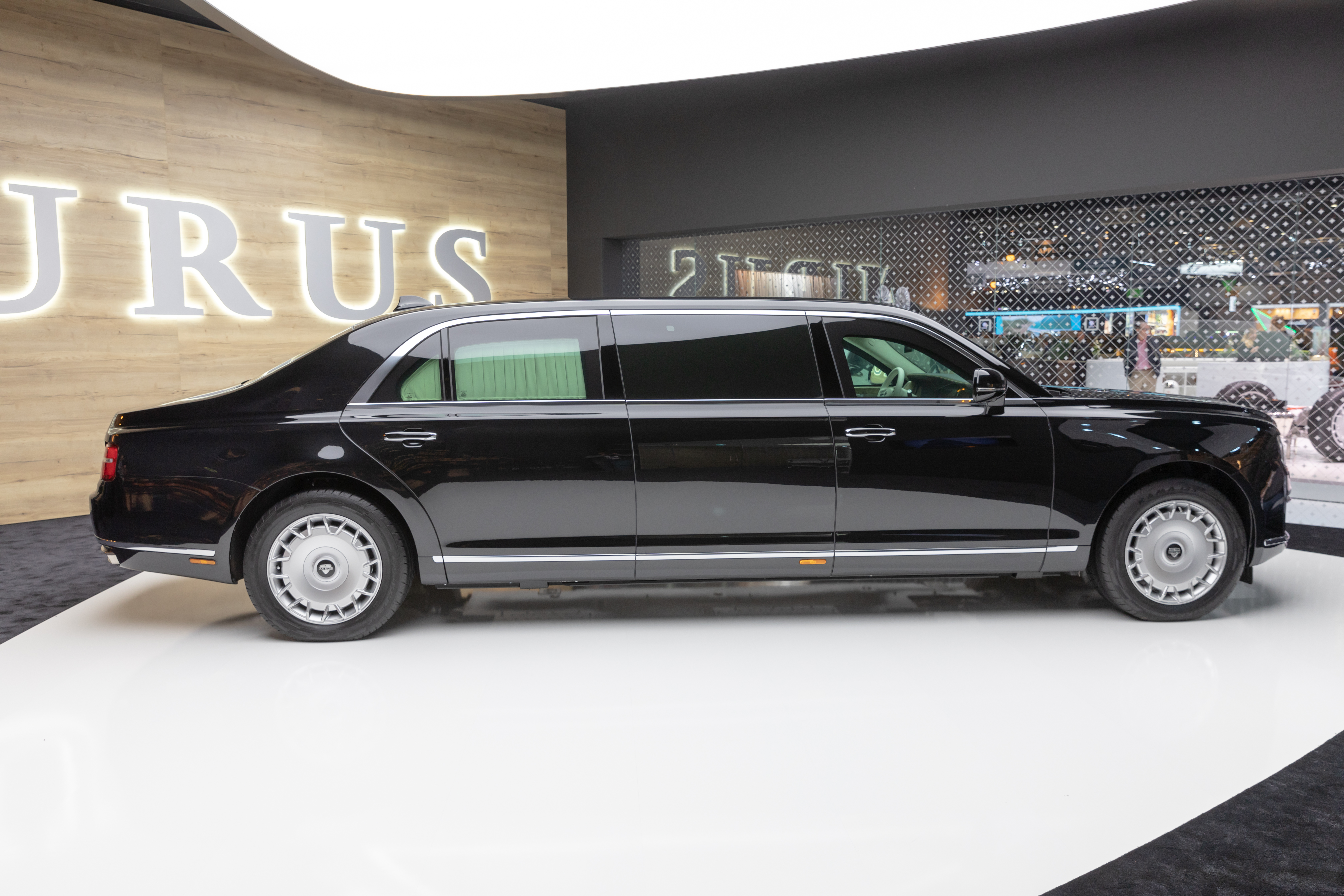
Limusine Aurus Senat
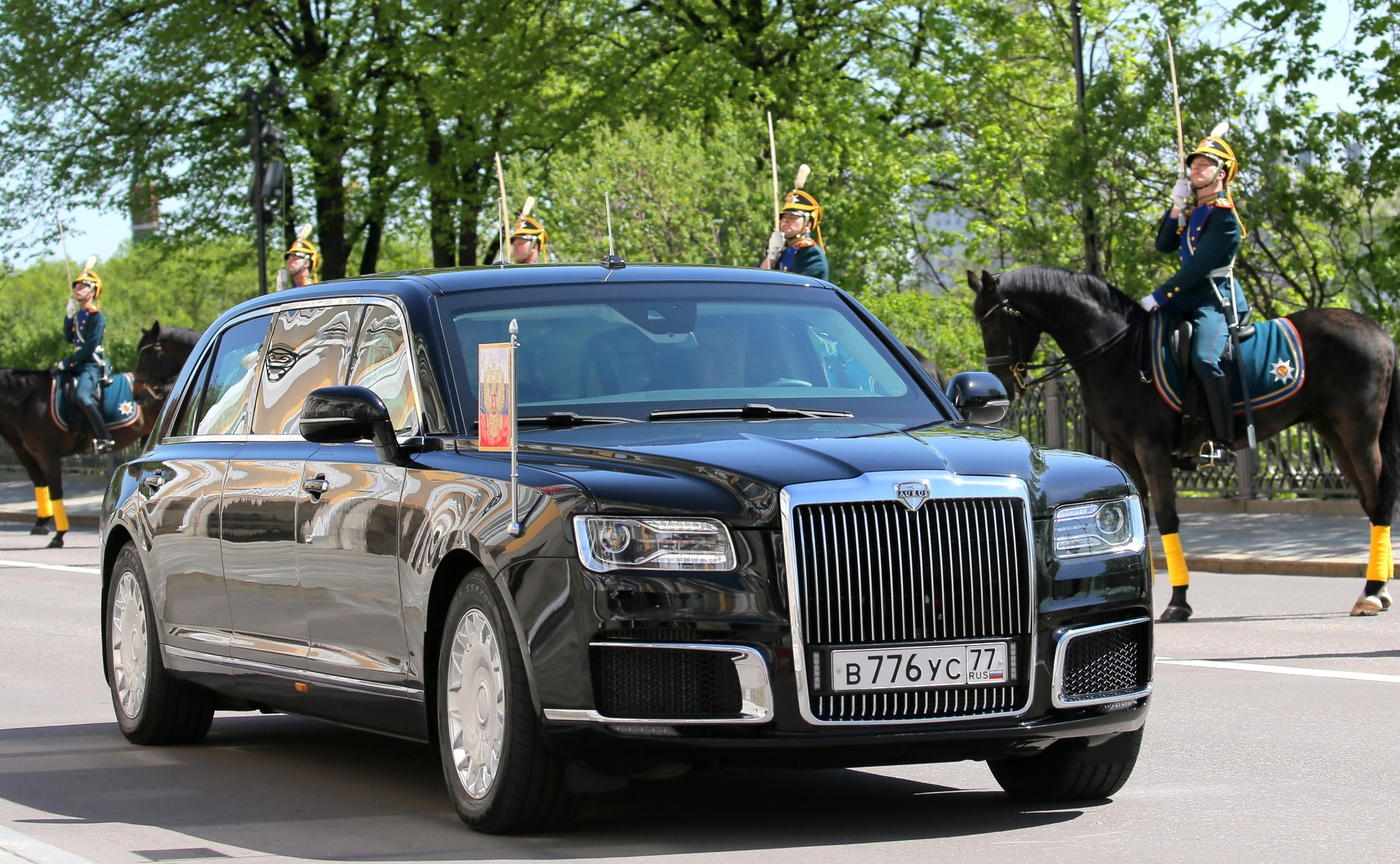
Limusine estatal russa